# Lake Cameron
Der Lake Cameron (englisch; chinesisch 青城湖 Qingsheng Hu) ist ein See an der Ingrid-Christensen-Küste des ostantarktischen Prinzessin-Elisabeth-Lands. Er liegt 1,7 km südwestlich der Law-Racoviță-Station in den Larsemann Hills.
Das Antarctic Names Committee of Australia benannte ihn 1988 nach Bruce Cameron, Hubschrauberpilot bei Flügen eines Vermessungstrupps im Februar 1986.